# Ozarba pluristriata
Ozarba pluristriata är en fjärilsart som beskrevs av Emilio Berio 1937. Ozarba pluristriata ingår i släktet Ozarba och familjen nattflyn. Inga underarter finns listade i Catalogue of Life.